# Festiwal Chrześcijańskie Granie
Festiwal Chrześcijańskie Granie – festiwal muzyki chrześcijańskiej, odbywający się corocznie w Warszawie od 2011 roku. Jest to jeden z największych festiwali muzycznych o tej tematyce w Warszawie. Wydarzenie od początku odbywa się w Dobrym Miejscu na warszawskich Bielanach. W roku 2013 festiwal odbył się w Amfiteatrze w Parku Sowińskiego. W 2017 roku wydarzenie odbędzie się 26 listopada w Arena Ursynów. Wydarzenie organizuje Fundacja Chrześcijańskie Granie.
Festiwal prezentuje premiery oraz debiuty. Ma rolę integracji różnych środowisk. Na jednej scenie zagrają amatorzy, debiutanci i profesjonaliści. W konkursie Premiery zostają wytypowane najlepsze nowe utwory przez listy przebojów muzyki chrześcijańskiej: Lista z Mocą, Złota 10 Radia Warszawa i Muzyczne Dary. Od 2018 roku w ramach wydarzenia przyznawana jest nagroda tylko za Debiut roku. W roku 2021 w konkursie Debiuty o główną nagrodę powalczą zespoły: Semeion, Jedno, Pół Piętro. Wydarzenie 26 maja 2021 transmitowane jest z Chorzowa poprzez internet. Kolejna edycja odbyła się w Katolickim Centrum Kultury Dobre Miejsce. W konkursie wzięły udział zespoły: Bonoboco, Marta Madejska i Sezon na Czereśnie. Wygrał ostatni zespół. 23 kwietnia 2023 odbyła się 12. edycja Festiwalu Chrześcijańskie Granie. W konkursie o Debiut roku zmierzyli się: White Deer, Sylwia Piotrowska, TELEO, Zespół NSA i Redhead Hero. Zwyciężył zespół White Deer. Gwiazdami byli: Sezon na Czereśnie (Debiut 2022) i BeU (Non Stop CCM).

## Festiwal Chrześcijańskie Granie 2018
25 listopada 2018 roku na Arenie Ursynów w ramach 8. edycji festiwalu odbył się koncert Debiuty im. Moniki Brzozy. W konkursie Debiuty 2018 wystąpiły:
Let Him Run, s. Julita Zawadzka, Duża Rajska Kawa. Jako premiera 2018 wystąpił Jakub Kornacki z nowym albumem Trzy Sny. Gwiazdą był również laureat Premier 2017 – zespół StronaB. Gościem specjalnym na festiwalu Chrześcijańskie Granie wytypowana przez internatów był skład Wyrwani z Niewoli/Heres. Uwielbienie poprowadził ks.Andrzej Daniewicz lider zespołu La Pallotina.
Festiwal Chrześcijańskie Granie poprzedziły dwa wydarzenia: Scena Festiwalowa 2018 – koncert ks. Andrzeja Daniewicza oraz konkurs ZAŚPIEWAJ PARADISO.

## Festiwal Chrześcijańskie Granie 2019
24 listopada 2019 roku w Dobrym Miejscu na 9. edycji festiwalu odbędzie się koncert Debiuty im. Moniki Brzozy. W konkursie zobaczymy 4 wykonawców: Iwonę Pietralę, Iwonę Janicką, Tato oraz laureata konkursu Hip Hop w Złotowie. Zwyciężczynią nagrody DEBIUTY w kategorii jury i publiczności otrzymała Iwona Janicka.
Festiwal Chrześcijańskie Granie poprzedzą dwa wydarzenia: Scena Festiwalowa 2019 – koncert Magdy Anioł, Tau, ks. Jakuba Bartczaka i Soudarion.

## Koncert Debiuty im. Moniki Brzozy
Zdobywcami głównych nagród konkursu są:
- 2011: Anielsi – nagroda jury, Love Story – nagroda publiczności[21]
- 2012: StronaB – nagroda jury i publiczności[22]
- 2013: Kanaan – nagroda jury i publiczności[23]
- 2014: Mocni w Wierze – nagroda jury i publiczności[24]
- 2015: Soudarion – nagroda jury, Good God – nagroda publiczności[25]
- 2016: Muode Koty – nagroda jury i publiczności[26]
- 2017: Play & Pray – nagroda jury, Rock & Fire – nagroda publiczności[27]
- 2018: Let Him Run – nagroda jury i publiczności[28]
- 2019: Iwona Janicka – nagroda jury i publiczności[29]
- 2021: Jedno – nagroda jury[30]
- 2022: Sezon na czereśnie - nagroda jury[31]
- 2023: White Deer – nagroda jury[6]

## Wykonawcy
Na jednej scenie spotykają się wykonawcy hip hopu, gospel, rock, pop, poezji śpiewanej. Na festiwalu występowali m.in. Gospel Rain, Ewa Uryga, Antonina Krzysztoń, New Day, StronaB, Arkadio, ks. Jakub Bartczak, Jakub Kornacki i Kanaan, Magda.lena Frączek, 33, El camino, Frenchman, Muode Koty.

## Nagrody ZŁOTY KRĄŻEK
Zdobywcami głównych nagród Festiwalu są obecnie:
- Złoty Krążek – nagroda muzyczna:
  - 2012: Love Story – sprzedaż, StronaB – Debiut roku, Arkadio – płyta roku, Mate.O – nagroda GospelBoxu[33].
  - 2013: Love Story – Sprzedaż, Kanaan – Debiut roku, Twoje Niebo – nagroda publiczności[34].
  - 2014: Magda.lena Frączek – sprzedaż płyty Effatha[35].
  - 2015: Premiera roku – New Day za utwór POD PRĄD. Nagroda przyznana poprzez Prezydenta RP Andrzeja Dudę[36].
  - 2016: Premiera roku – Gospel Rain za utwór NIGDY NIE BĘDZIESZ SAM[37].
  - 2017: Premiera roku – StronaB za utwór Nieśpiesznie[38].
  - 2018: Premiera roku – Kanaan[39]

## Strony festiwalu
- www.festiwal.chrzescijanskiegranie.pl
- facebook.com/festiwalchrzescijanskiegranie